# Paul Leaf
Paul Leaf (New York, 2 maggio 1929) è un regista, attore e sceneggiatore statunitense.

## Biografia
Paul Leaf si è laureato al City College di New York, laureandosi con lode in teatro.
Ha frequentato l'Arts Students League dove ha studiato pittura e dopo si è iscritto alla Kunst Academie di Stuttgart in Germania. È l'autore della novella Comrades e ha insegnato all'USC come docente nei suoi adattamenti nel programma per scrittori professionisti.
Ha la passione per la corsa e per il ciclismo.

## Filmografia parziale

### Regista
- L'ultimo dei Mohicani (1966)
- Bach to Bach (1967)
- Sunday Father (1969)
- The Reason Way (1970)
- I Never Promised You a Long Run (1971)
- Hail (1972)
- God, Sex & Apple Pie (1998)

### Co-produttore
- Desperate Characters (1971)

### Televisione
- Nightside (1973)
- Judge Horton and the Scottsboro Boys (1976)
- La scomparsa di Aimée (1976)
- The Life and Assassination of the Kingfish (1977)
- Sergeant Matlovich vs. the U.S. Air Force (1978)